# Kojuun de Baroun-Khemtchik
La kojuun de Baroun-Khemtchik (en touvain : Барыын-Хемчик кожууну, Barıın-Xemçik kojuunu ; en russe : Барун-Хемчикский кожуун, Baroun-Khemtchikski kojuun) est l'une des 16 kojuuns (touvain : кожуун, « bannière ») de la république de Touva, au sein de la fédération de Russie.

## Géographie
Le chef lieu de la province est Kyzyl-Majalyk (en) (touvain : Кызыл-Мажалык, Kızıl-Majalık)